# Mickey (Dar Al-hilal)
Mickey (en àrab: ميكي) és una revista de còmics egípcia publicada per Dar Al-hilal el 1959, i des del 2002 per Nahdet Masr. Originàriament tenia 32 pàgines, que s'ampliaren a 44. El preu original era de tres piastres i s'arribaren a vendre unes 100.000 còpies. L'edició egípcia estava publicada en àrab fus'ha i es va distribuir a tot el territori àrab.
La revista adaptava contingut de publicacions americanes com Walt Disney's Comics and Stories, que ocupaven un 75% del contingut de la publicació. El 25% restant es tractava de contingut propi, com adaptacions de clàssics literaris o biografies de profetes. Les historietes americanes eren redibuixades i sovint adaptades, eliminant besades o el barret de copa de l'Oncle Garrepa, que recordava a l'època colonial. De la mateixa manera, historietes ambientades en la neu o que presentaven a personatges àrabs estereotipats no es van publicar.
A les portades i algunes seccions, els personatges celebraven festivitats musulmanes i es vestien amb roba local. El 5 de novembre de 1970, 40 dies després de la mort de Gamal Abdel Nasser, va publicar-se una portada amb Mickey plorant, en mostra de dol.